# Hermes (Oise)
Hermes – miejscowość i gmina we Francji, w regionie Hauts-de-France, w departamencie Oise.
Według danych na rok 1990 gminę zamieszkiwały 1964 osoby, a gęstość zaludnienia wynosiła 168 osób/km² (wśród 2293 gmin Pikardii Hermes plasuje się na 140. miejscu pod względem liczby ludności, natomiast pod względem powierzchni na miejscu 341.).